# Museo de máquinas recreativas soviéticas
El Museo de máquinas recreativas soviéticas (en ruso: Музей советских игровых автоматов) es un museo histórico interactivo privado que alberga una colección de máquinas recreativas que se fabricaron en la Unión soviética desde mediados de la década de 1970. En la entrada los visitantes del museo reciben monedas de 15 kopeks para poner en funcionamiento las máquinas recreativas. El precio del boleto también incluye una visita guiada.

## Historia

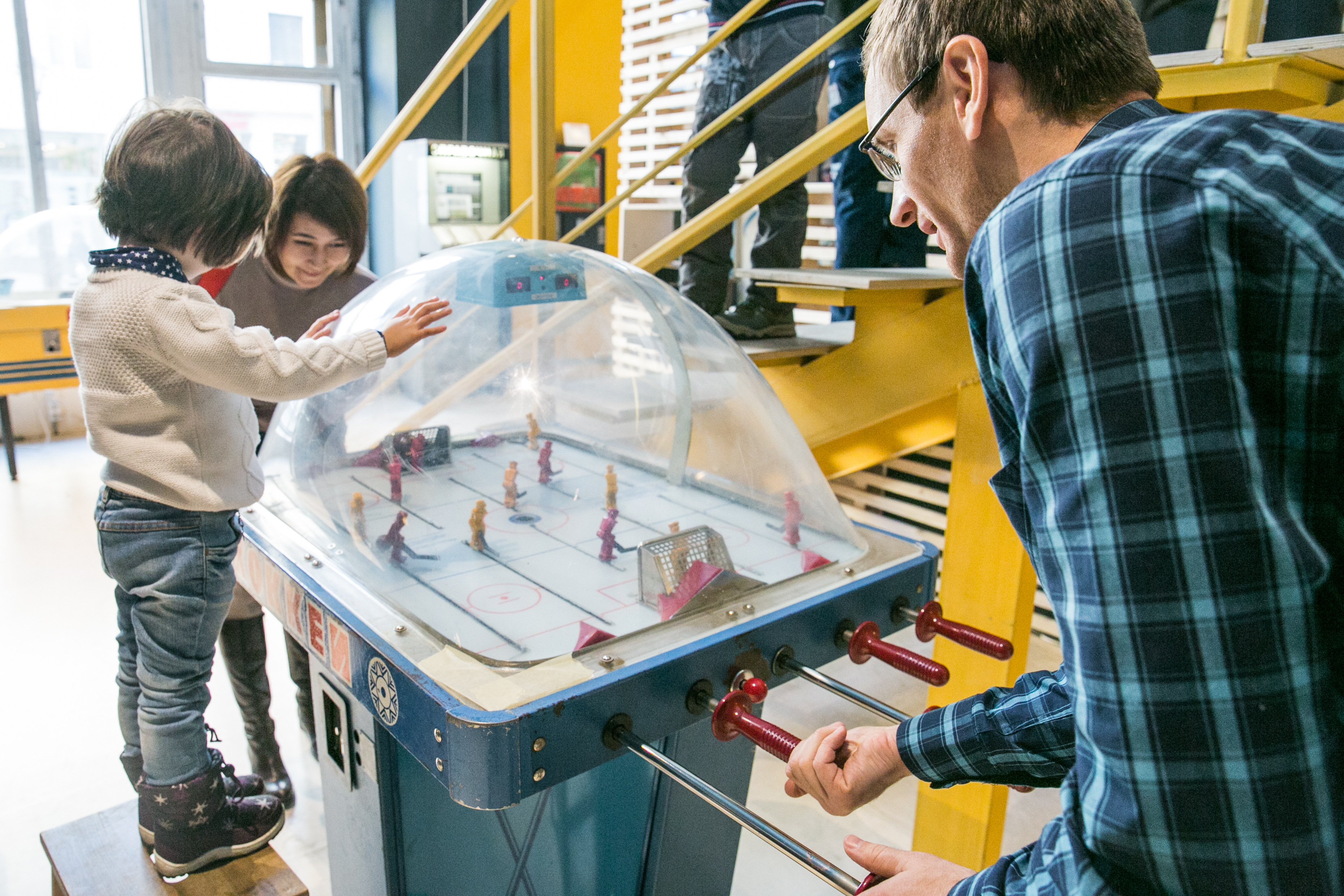
Los huéspedes del museo juegan al Hockey

Fue fundado en 2007 por Alexander Stakhanov, Alexander Vugman and Maxim Pinigin, licenciados de la Universidad Politécnica de Moscú, y estaba ubicado en el refugio antiaéreo del sótano de la residencia universitaria. Por entonces su colección contaba total 37 recreativas. Solo se podía visitar los miércoles por la noche con cita previa.

Todo empezó con nuestra idea de traer a casa una recreativa llamada Batalla Naval. Luego nos dimos cuenta de que todo eso podría ser interesante para nuestros amigos también.
Alejandro Stakhanov 

Los fundadores del museo buscaron sus primeras recreativas por todo el país en vertederos, campamentos de pioneros abandonados, parques, casas de cultura y salas de cine. Varias máquinas, que fueron las primeras en la colección, fueron compradas por 210 rublos en el parque de Pryamikov en Taganka. Sin embargo, el sueño de adquirir la "batalla naval" nunca se realizó, ya que las máquinas recreativas estaban incompletas. Casi todas las máquinas que llegaron al museo no funcionaban, y una máquina se ensambló a partir de tres máquinas rotas.
En abril de 2010, el museo se trasladó al edificio del antiguo taller de la fábrica Rot Front en Malaya Ordynka. El museo abría ya a diario, y la colección se amplió a 40 tipos de máquinas recreativas.
En agosto de 2011, el museo se trasladó a la calle Báumanskaya y se añadieron una docena de máquinas nuevas a la exposición.
Una delegación del museo se abrió el 15 de junio de 2013 en la Plaza Konyushennaya de San Petersburgo. Se encuentra en un edificio que se utilizó para almacenar carruajes en el siglo XVIII. Los garajes, talleres de reparación y la producción de la flota de taxis n.º 1 de Leningrado se ubicaban en esta zona durante la época soviética. La colección de la filial cuenta con más de 50 máquinas recreativas en funcionamiento. Según el museo, el número de visitantes a la delegación de San Petersburgo en 2016 ascendió a 23 000 personas, que es un 9% más que en 2015.
A finales de agosto de 2014 se abrió la tercera delegación del museo en la ciudad de Kazán, en la calle Kremlin, con unas 40 máquinas recreativas en exhibición. El museo no existió por mucho tiempo, el 12 de enero de 2015 fue cerrado.
Desde junio de 2015, el Museo de máquinas recreativas soviéticas se encuentra en la calle Kuznetsky Most de Moscú. La colección del museo incluye alrededor de 80 máquinas recreativas.
En abril de 2017 el museo celebró 10 años desde su inauguración.

## Actividades museísticas
Los museos de San Petersburgo y de Moscú organizan exposiciones temporales con frecuencia:
- 2015 — exposición de envolturas de goma de mascar Currency of childhood[15]
- 2015 — exposición de modelos de vehículos  “Transporte 1:43”[16]
- 2016 — exposición de carteles La Evolución de las máquinas recreativas en publicidad gráfica. La máquina de arcade en el contexto del arte de diseño[17]
- 2016 — exposición El Patin Corcovado[18]
- 2017 — exposición de juguetes navideños soviéticos 1930-1990  Sobre el árbol de Navidad[19][20]

Existe un proyecto secundario llamado Museo de juegos de ordenador, que fue inaugurado en 2014, que sigue existiendo como exposición temporal. Entre la colección cabe destacar los más de 30 dispositivos de juego originales de ocho generaciones, la mayoría de los cuales funcionan. Poco a poco se van incorporando nuevas consolas. Fue exhibida en el Centro Panruso de Exposiciones (VDNKh), en el proyecto Etazhi, en las salas del museo de San Petersburgo.
Los museos participan en proyectos urbanos tales como la creación de un programa para los festivales infantiles "Museos, parques, fincas" y Viaje en Familia en Moscú, la Gran Regata en San Petersburgo. Toman parte en las actividades de la Noche de los Museos, Noche de artes, día Gastronómico, el proyecto social El Circo Uppsala, en el festival internacional de los museos Museo Internacional. En los festivales de Vkontakte, Geek Picnic, Discoteca de los 90, Retro FM también se presentaron varias piezas de los museos.
Además, en las sucursales de Moscú y San Petersburgo se llevan a cabo regularmente proyecciones de películas antiguas, conferencias, torneos de tenis de mesa, damas, ajedrez, clases magistrales y otros eventos.

## Colección

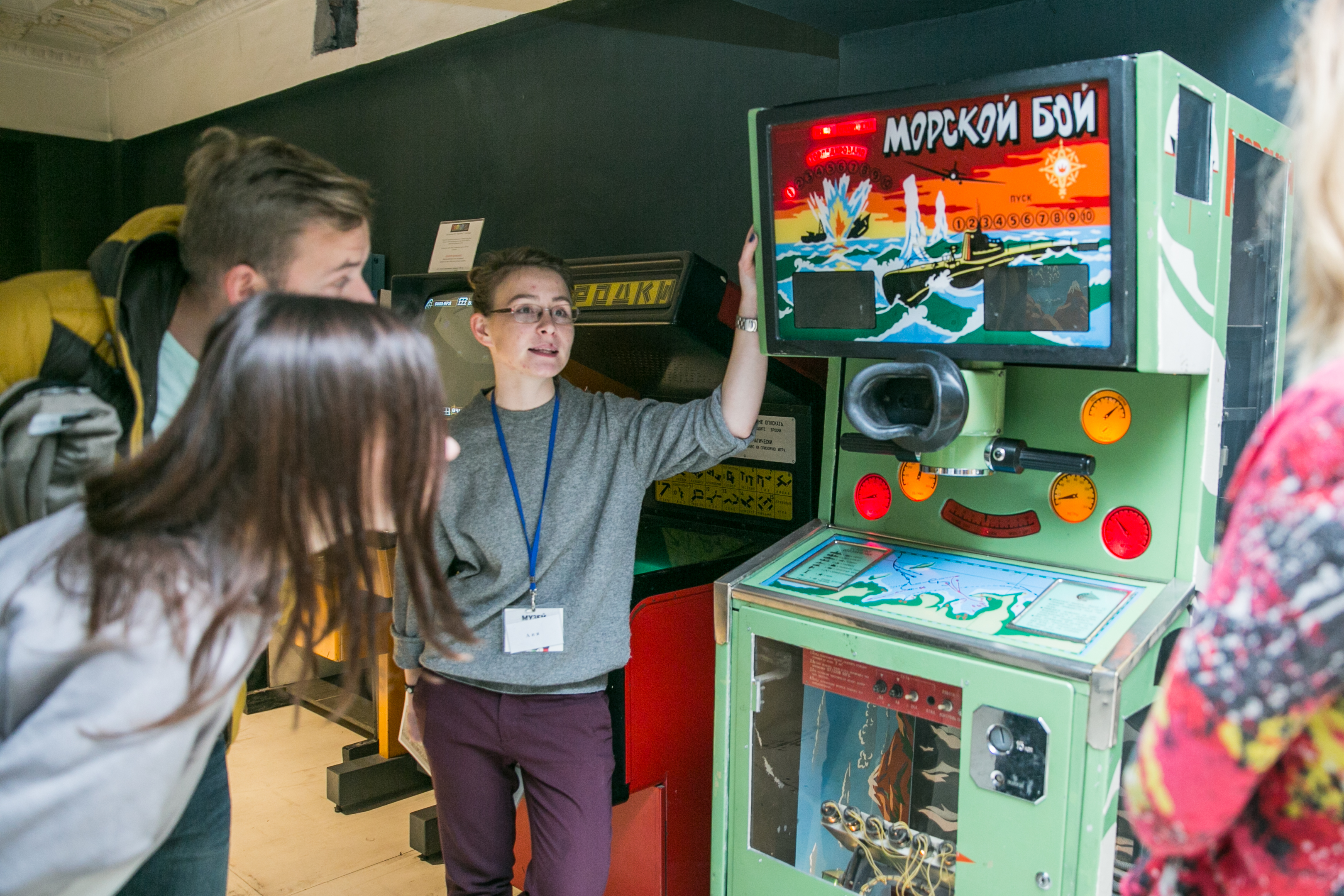
Un guía al lado del recreativas Batalla Naval en el museo de Moscú.

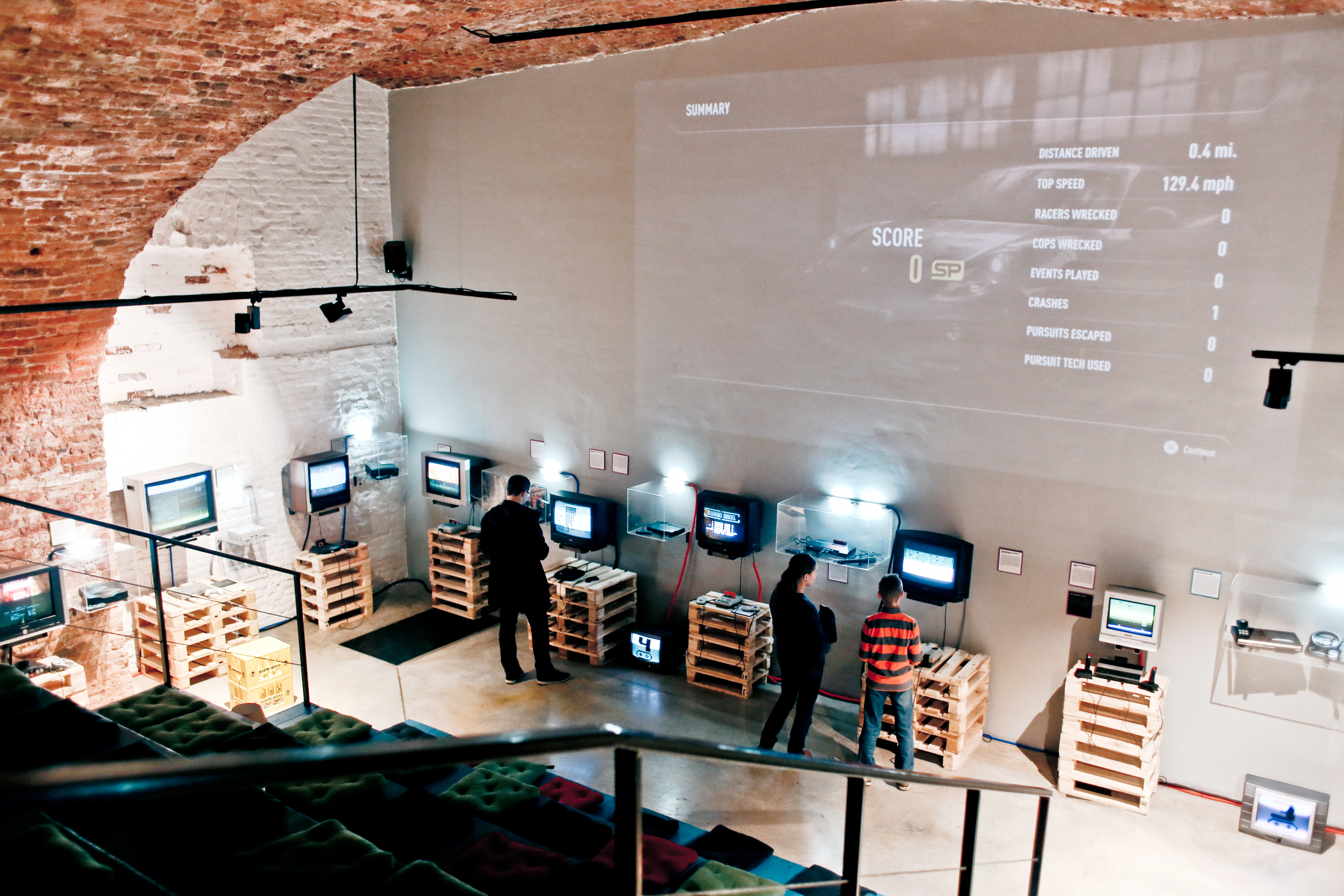
La exposición del Museo de los juegos de ordenador en el Museo de recreativas en San Petersburgo

En 1971 en la exposición mundial de atracciones y máquinas recreativas Atracción 71  celebrada en el Parque Gorki fueron presentadas las primeras tragamonedas extranjeras. Pasado algún tiempo, el ministerio de Cultura de la URSS solicitó la creación y producción de recreativas a “UnidadAtracción”, la unificación a la cual le ordenaron distribuir las instrucciones entre 22 plantas industriales. Por ejemplo, la máquina llamada Batalla Naval se producía en la fábrica radiotécnica de Serpukhov.
En la fabricación se usaba el micromontaje más moderno, así como aleaciones de aluminio, plásticos, etc., y del diseño se ocupaban los ingenieros de la fábrica. Sin embargo, esto resultó irracional para la producción puesto que los ingenieros construían las copias de tragamonedas extranjeras con la base de piezas rusas, que raras veces acababan de ser adecuadas para sus propósitos. En lugar de utilizar un procesador nuevo se vieron obligados a recoger un esquema complicado que podría reemplazarle.
En total en la URSS se producían 90 tipos de tragamonedas. Parte de ellos eran copias de los occidentales, aunque algunos aparecieron directamente en la Unión Soviética. A los últimos se refiere, por ejemplo, la máquina llamada “Gorodki” (imitación de un juego de bolas ruso).
Todos los juegos tragamonedas en los primeros años de la industria de atracciones fueron propiedad de la UnidadAtracción (del ruso: СоюзАттракцион). El trabajo allí estaba organizado de tal modo, que tenía un plan financiero para un día de trabajo, lo cual podría llevar a cabo corrupción. A principios de los anos 80 en vez de UnidadAtracción surgió otra estructura que ocupa solamente de fabricación de máquinas electrónicas y su venta. Con la desintegración de la URSS las máquinas tragamonedas han dejado de producirse.
Hoy, la exposición de cada afiliado posee más de 50 tragamonedas tales como Batalla Naval, Gorodki, Tirador-2, Autopista, Autorally-M, Nabo, Baloncesto, Fútbol, Safari, Cacería en el invierno, Quiz, Combate aéreo, Caballito, Submarino, Carros de asalto, Doblete, Sonda, Billar, La reina de nieves, El Circo, Teledeporte, Adelantamiento, Virage, Grifo, Cazabombarderos, Fortuna y muchas otras.
El museo también cuenta con una máquina expendedora con gaseosa Oficina de información, varias máquinas de cambio de divisa, y una batidora soviética “Voronezh”. La máquina recreativa Batalla Naval de 1979 es la pieza más antigua del museo.
Casi todas las máquinas aceptan monedas de 15 kopek. Primero el aceptador mide el tamaño de la moneda y luego la lanza maquinalmente sopesándola. De este modo destacan monedas de otros peso y velocidad respectivamente hechas de metal diferente.

## Premios
- 2016 — mejor organización del ámbito interactivo de la juventud[31]
- 2017 — mejor museo especializado[32]
- 2017 — ganador del festival de multimedia museística El Geek de museo en la categoría Juegos y concursos[33]